# Tibor Heffler
Tibor Heffler (sinh 17 tháng 5 năm 1987 ở Dunaújváros) là một cầu thủ bóng đá Hungary hiện tại thi đấu cho Ceglédi VSE. Anh có anh trai tên là Norbert Heffler, thi đấu cho BFC Siófok.

## Danh hiệu
Paksi SE 

Hungarian Second Division: Vô địch 2006

## Thống kê câu lạc bộ
| Câu lạc bộ          | Mùa giải | Giải vô địch | Giải vô địch | Cúp     | Cúp       | Cúp Liên đoàn | Cúp Liên đoàn | Châu Âu | Châu Âu   | Tổng    | Tổng      |
| Câu lạc bộ          | Mùa giải | Số trận      | Bàn thắng    | Số trận | Bàn thắng | Số trận       | Bàn thắng     | Số trận | Bàn thắng | Số trận | Bàn thắng |
| ------------------- | -------- | ------------ | ------------ | ------- | --------- | ------------- | ------------- | ------- | --------- | ------- | --------- |
| Paks                |          |              |              |         |           |               |               |         |           |         |           |
| 2005–06             | 21       | 1            | 0            | 0       | 0         | 0             | 0             | 0       | 21        | 1       |           |
| 2006–07             | 26       | 5            | 1            | 0       | 0         | 0             | 0             | 0       | 27        | 5       |           |
| 2007–08             | 23       | 4            | 0            | 0       | 13        | 1             | 0             | 0       | 36        | 5       |           |
| 2008–09             | 30       | 0            | 0            | 0       | 5         | 2             | 0             | 0       | 35        | 2       |           |
| 2009–10             | 27       | 0            | 2            | 0       | 14        | 3             | 0             | 0       | 43        | 3       |           |
| 2010–11             | 30       | 2            | 3            | 0       | 6         | 0             | 0             | 0       | 39        | 2       |           |
| 2011–12             | 30       | 0            | 1            | 0       | 7         | 0             | 5             | 0       | 43        | 0       |           |
| 2012–13             | 29       | 0            | 3            | 0       | 3         | 0             | 0             | 0       | 35        | 0       |           |
| 2013–14             | 17       | 3            | 1            | 0       | 6         | 1             | 0             | 0       | 24        | 4       |           |
| 2014–15             | 5        | 2            | 0            | 0       | 0         | 0             | 0             | 0       | 5         | 2       |           |
| Tổng                | 238      | 17           | 11           | 0       | 54        | 7             | 5             | 0       | 308       | 24      |           |
| Videoton            |          |              |              |         |           |               |               |         |           |         |           |
| 2014–15             | 3        | 0            | 2            | 0       | 3         | 0             | 0             | 0       | 8         | 0       |           |
| Tổng                | 3        | 0            | 2            | 0       | 3         | 0             | 0             | 0       | 8         | 0       |           |
| Tổng cộng sự nghiệp |          | 241          | 17           | 13      | 0         | 57            | 7             | 5       | 0         | 316     | 24        |

Cập nhật theo các trận đấu đã diễn ra tính đến ngày 26 tháng 10 năm 2014.